# 菲比·瑞安
菲比·霍利迪·瑞安（英語：Phoebe Holiday Ryan，1990年9月21日—）是美国歌手兼词曲作家。2015年，菲比·瑞安发行了R·凯利的《Ignition》和马吉尔的《Do You》，随后发行了个人首张迷你专辑《Mine》中的同名歌曲。同年，她成功签约哥伦比亚唱片。